# Kooperativ
Ordet kooperativ ( fra latin cooperatio con og opera) betyder samarbejde. Betegnelsen bruges ofte internationalt.
Kooperativer er værdibaserede virksomheder eller organisationer, hvis medlemmer 
både ejer og driver virksomhed eller aktivitet på demokratisk vis. Virksomheden skal være til størst mulig nytte for medlemmerne frem for at give det størst mulige overskud. Fraværet af finansiel spekulation gør dem robuste under kriser.
For at anerkende kooperativers samfundsansvar og fremme den kooperative bevægelse udnævnte FN 2012 til International Year of Cooperatives Arkiveret 12. november 2020 hos  Wayback Machine. FN-generalsekretær Ban Ki-moon forklarede det med, at “kooperativer minder det internationale samfund om, at det er muligt at forene stærk økonomi med social ansvarlighed.”

## Kooperativer i Danmark
Til forskel fra mange andre lande har Danmark ingen særlovgivning om kooperativer, så danske kooperativer findes i flere former. Fælles for dem er, at deltagernes demokratiske og økonomiske rettigheder er uafhængige af kapitalindskud. Normalt er der lige stemmeret for alle medlemmer. Overskud anvendes til konsolidering, udvikling og almennyttige formål. Hvis der udbetales overskud, er de ens for medlemmerne evt. ift. arbejdsindsats eller omsætningsbidrag: Kooperativer skal ikke skabe udbytte eller ”spekulationsgevinster” til passive investorer.

### Producentejede kooperativer
Producentejede kooperativer findes i Danmark især inden for landbrugs- og fødevareområdet (indkøbs-, forarbejdnings- og afsætningsvirksomheder, der typisk er organiseret som andelsforeninger og -selskaber (A.M.B.A.) med mejerier som klassisk eksempel). Her er det almindeligt, at medlemmerne får andel i overskud som årlig efterbetaling i forhold til deres omsætningsbidrag; ved udtræden får de andel i formuen i forhold til deres kapitalindskud.

### Medarbejderejede kooperativer
Medarbejderejede kooperativer kan etableres i alle brancher og alle kendte virksomhedsformer (erhvervsdrivende foreninger eller fonde og anparts- eller aktieselskaber (ApS eller A/S), der ejes af en medarbejderforening eller -fond med demokratisk ledelse). Overskud anvendes normalt til uddannelse, udvikling eller almennyttige formål. Kapitalindskud tilbagebetales normalt ved udtræden, evt. med tillæg svarende til almindelig bankrente eller pristalsregulering. Medarbejderejede kooperativer er i Danmark udbredt inden for byggeri, rådgivning og service.

### Forbrugerejede
Forbrugerejede kooperativer findes i Danmark inden for dagligvare-, el-, varme- og vandforsyning, forsikring, finansiering og boligområdet; bl.a. organiseret som andelsforeninger og -selskaber (A.M.B.A.) og selvstændigt lovregulerede andelskasser, almene boligselskaber og andelsboligforeninger. På forsynings- og forsikringsområdet er det almindeligt at udbetale overskudsandele som dividende, men ellers anvendes overskud til at billiggøre eller forbedre kvaliteten af produkter og ydelser. I andelsboligforeninger er værdistigninger af medlemmernes andelsindskud normalt begrænset, så der ikke opnås spekulationsgevinster.
Selvejende kooperativer i form af almennyttige foreninger og fonde samt halvoffentlige institutioner er meget udbredt i Danmark på det sociale og kulturelle område, i humanitært arbejde og udviklingssamarbejde m.v. Her har medlemmerne hverken andel i kooperativets overskud eller formue. Det anvendes til almennyttige formål.
Eksempler på kooperativer i Danmark er:
- Kooperationen
- Andelsbevægelsen
- FDB – Coop Danmark

Internationale kooperative fællesorganisationer
- ICA – the International Cooperative Alliance* Cooperatives Europe

- Wikimedia Commons har flere filer relateret til Kooperativ